# Трапезундська операція

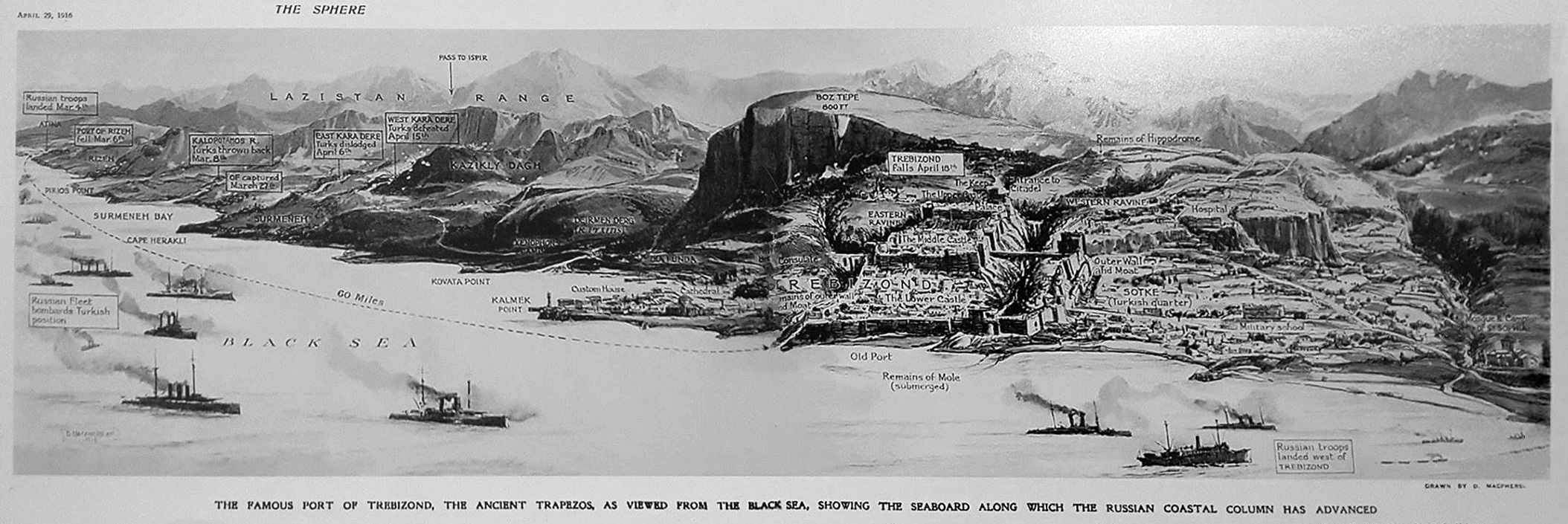
Ілюстрація захоплення Трапезунда Російською армією. Опубліковано газетою The Sphere 29 квітня 1916.

Трапезундська операція, також відома як Битва за Трапезунд — серія морських та сухопутних боїв під час Першої світової війни, у яких Російські війська захопили місто Трапезунд, яким володіла Османська імперія. Бої почалися 5 лютого 1916 року і тривали до 15 квітня 1916, коли турецькі війська покинули вночі місто.

## Матеріали
- Варшавчик С. Ф. (5 лютого 2016). Взятие Трапезунда: османы предпочли бежать (рос.). РИА Новости. Архів оригіналу за 17 травня 2017. Процитовано 8 січня 2018.
- Российская государственная библиотека (2014). Забытые герои. Потерянные победы. Кавказский фронт Первой мировой войны 1914-1918. Виртуальные выставки Российской государственной библиотеки (рос.). Архів оригіналу за 15 липня 2019. Процитовано 8 січня 2018.